# 黃𨥈瑩
黃𨥈瑩（英語：Natalie Wong Kei Ying，1975年7月15日—），香港女演員，出生於香港，籍貫廣東中山。現時已淡出娛樂圈。
因其名字中的「𨥈」不是常用字，故常被誤植成黃紀瑩或黃釲瑩。2023年中日韓統一表意文字擴展區I收錄了這個字的類推簡化字「𮷵」。

## 簡歷
黃𨥈瑩於屯門大興邨長大，早年就讀香港道教聯合會圓玄小學（現為保良局香港道教聯合會圓玄小學）、仁濟醫院第二中學（初中）以及鄉村師範專科學校同學會學校（中學部；中四至中五）。她在1994年參選香港小姐，獲得最上鏡小姐。她當選後決定退學，簽約無綫電視（TVB），主要演出劇集，亦曾經主持多個節目。最初受無綫電視力捧，受到注目的角色包括《河東獅吼》（1996年）中嬌俏可愛的蘇小妹、《天龍八部》（1997年）的夢姑，但因為與古天樂陷入熱戀，未幾即為愛情而半退出演藝圈，以致機會流失。1997年主持《K-100》。與古天樂分手後重新演出劇集，但角色大多是閒角，至2006年劇集的角色才有點發揮。2011年約滿無綫後離開，《On Call 36小時》為其在無綫的告別作。
2012年，張兆輝經營的美容纖體公司簽下黃𨥈瑩為其生產的豐胸丸及纖體服務代言人，後亦有全面投身美容行業之說。

## 私人生活
1994年香港小姐競選後，黃𨥈瑩曾與其他五名參賽者譚小環、陳芷菁、葉麗珊、鍾潔怡、劉少娟結拜為姊妹。
前男友為古天樂，黃𨥈瑩是唯一願意公開承認的女朋友。他們在拍攝TVB處境劇《餐餐有宋家》時認識然後相戀達七年之長，當時古天樂因被揭發曾有搶劫案底，以致聲勢跌到谷底，但黃𨥈瑩當時不離不棄，給予男友安慰與支持，甚至為男友放棄演戲，然而最終於2001年仍因性格不合，以分手作結束。

## 演出作品

### 電視劇（無綫電視）
| 首播   | 劇名             | 角色            |
| 1994年 | 餐餐有宋家       | 宋 富           |
| 1995年 | 刑事偵緝檔案II   | 黎美賢          |
| 1996年 | 河東獅吼         | 蘇小妹          |
| 1996年 | 天降財神         | 張妙妙          |
| 1997年 | 迷離檔案         | 雯 雯           |
| 1997年 | 難兄難弟         | 謝飛燕          |
| 1997年 | 天龍八部         | 夢姑 / 西夏公主 |
| 2000年 | 緣份無邊界       | 何姊姊          |
| 2000年 | 廟街·媽·兄弟     | 梁慧珍          |
| 2001年 | 婚前昏後         | 歐倩盈          |
| 2002年 | 無考不成冤家     | 程雪愛          |
| 2002年 | 再生緣           | 闊 真           |
| 2002年 | 戇夫成龍         | 賈盈盈          |
| 2003年 | 美麗在望         | 黃愛華          |
| 2003年 | 衝上雲霄         | 鄭鍾妮 (Jenny)  |
| 2004年 | 一屋兩家三姓人   | 錢敏芝 (Gigi)   |
| 2004年 | 婚姻乏術         | 沈 玟           |
| 2005年 | 老婆大人         | Debbie          |
| 2005年 | 我的野蠻奶奶     | 喜塔拉·淑睿     |
| 2005年 | 妙手仁心III      | 趙愛玲          |
| 2006年 | 心慌·心郁·逐個捉 | 巫慧婷          |
| 2006年 | 女人唔易做       | 管嘉蓉          |
| 2006年 | 肥田囍事         | 劉嘉敏          |
| 2007年 | 十兄弟           | 翠 嬌           |
| 2008年 | 當狗愛上貓       | Amy             |
| 2008年 | 尖子攻略         | 恩              |
| 2009年 | 大冬瓜           | 鍾碧雲          |
| 2009年 | 王老虎搶親       | 李 鳳           |
| 2009年 | 巴不得爸爸...    | 余 花           |
| 2010年 | 搜下留情         | 吳仲麗          |
| 2010年 | 依家有喜         | 陶美金 (Megan)  |
| 2011年 | 不速之約         | 宋秀雲          |
| 2012年 | On Call 36小時   | 楊沛芬          |

### 電視電影
- 《飛越校園》（1996） - 馬嘉惠

### 音樂錄影帶
- 羅嘉良《彼此的世界早已拉近》（1998）（拍攝地點：石澳山仔）

### 電影
| 首播   | 片名               | 角色 |
| 1997年 | 職業大賊           |      |
| 1997年 | 夜半3點鐘          |      |
| 1997年 | 陰陽路三之升棺發財 |      |
| 1998年 | 陰陽路五之一見發財 |      |
| 2000年 | 無煙草-煙飛煙滅    |      |
| 2001年 | 青春@Y2K           |      |
| 2001年 | 監獄風雲之夜囚     |      |

### 主持
| 年份          | 節目                                       | 備註                               |
| 1995年        | 《寰宇風情》（北海道特輯）                 | 拍檔何寶生                         |
| 1996年        | 《永安旅遊話你知：點解紅海、死海咁好玩》   | 拍檔羅敏莊、郭耀明                 |
| 1996年        | 《永安旅遊話你知：點解愛琴海、黑海咁好玩》 | 拍檔羅敏莊、郭耀明                 |
| 1996年        | 《穿梭奧運100年》                          | 拍檔陳芷菁                         |
| 1996年        | 《為食到泰國》                             | 拍檔錢嘉樂                         |
| 1997年        | 《翡翠明珠直銷站》                         | 拍檔張智軒                         |
| 1997年        | 《星晨旅遊奇趣繽紛日本遊》                 | 拍檔陳曉東、陳琪、海俊傑           |
| 1997年        | 《冇有識性》                               | 拍檔黃霑、陳建穎                   |
| 1997年-1999年 | 《K-100》                                  | 拍檔吳家樂、王賢誌                 |
| 2000年        | 《永安旅遊話你知：點解廣西咁好玩》         | 拍檔黃德斌、張兆輝、黃泆潼         |
| 2000年        | 《永安旅遊話你知：點解南非咁好玩》         | 拍檔黃德斌、吳美珩、劉永健         |
| 2000年        | 《星晨旅遊歐洲真的感受》                   | 拍檔張崇德、江希文、鄭子誠、曾偉權 |
| 2001年        | 《康泰最緊要好玩 武夷山旅遊新一派》        | 拍檔張兆輝                         |
| 2001年        | 《永安旅遊話你知：點解北京、上海咁好玩》   | 拍檔張兆輝、譚小環                 |
| 2001年        | 《星晨旅遊台灣真的感受》                   | 拍檔張崇德、朱永棠、林韋辰、施念慈 |
| 2002年        | 《永安旅遊話你知：點解地中海、杜拜咁好玩》 | 拍檔張兆輝、陳伶俐                 |
| 2002年        | 《名人飯局》                               | 拍擋陳任、姚嘉妮、周飛言           |
| 2003年        | 《香港非常遊》                             | 拍擋朱維德、羅貫峰、張美妮         |
| 2004年        | 《周五綜藝館》                             |                                    |
| 2004年        | 《食通香港地》                             | 拍檔林曉峰、袁彩雲                 |
| 2007年        | 《星級廚房》                               | 嘉賓主持三集                       |

### 著作
| 年份   | 書名                 | 作者           | 出版         |
| 2009年 | 《美麗達人温泉之旅》 | Kawaii、黃𨥈瑩 | 生活文化出版 |

### 廣告 / 代言
- 富士菲林 (1994年港姐)
- Focus手錶
- 健の寶水晶寶石專門店
- Diamond Spa
- GVG

## 外部連結
- 黃𨥈瑩香港小姐網頁
- Natalie Wong 黃𨥈瑩在互联网电影资料库（IMDb）上的資料（英文）
- 黃𨥈瑩在香港影庫上的簡介
- 黃𨥈瑩在豆瓣上的资料（简体中文）
- 黃𨥈瑩在时光网上的簡介（简体中文）
- 黃𨥈瑩的新浪微博

| 前任： 陳妙瑛 | 香港小姐競選最上鏡小姐 1994年 | 繼任： 李嘉慧 |